# Ruotesmassivet

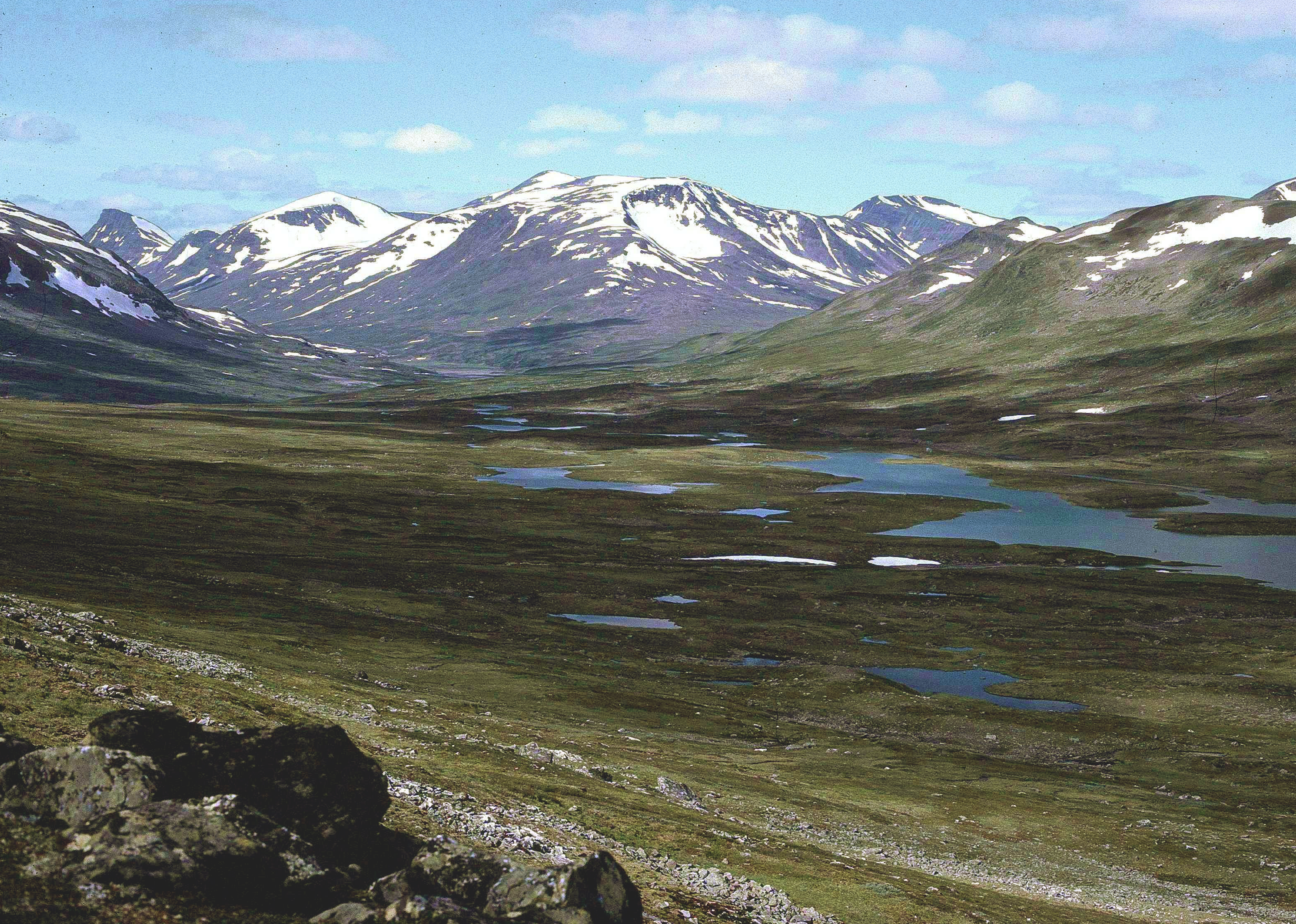
Ruotesmassivet från söder

Ruotesmassivet är ett bergsmassiv i norra delen av Sareks nationalpark. Högsta punkten ligger 1804 meter över havet. Ruotes avgränsas av dalgångarna Ruotesvagge och Kuopervagge.